# Lygistus streptophallus
Lygistus streptophallus är en skalbaggsart som beskrevs av Wilcox 1965. Lygistus streptophallus ingår i släktet Lygistus och familjen bladbaggar. Inga underarter finns listade i Catalogue of Life.